# 渡辺浩之
渡辺 浩之（わたなべ ひろゆき、1925年（大正14年）7月17日 - 2003年（平成15年）10月14日）は、日本の政治家。阿南市長。徳島県阿南市見能林町出身。

## 経歴
那賀郡見能林村（現在の阿南市見能林町）出身。徳島県立徳島第二中学校卒業。
1951年、見能林村収入役、1953年、同村助役、1955年、富岡町土木課長、1958年、阿南市土木課長、1962年、阿南市助役に就任。1970年に阿南市長に就任し1975年まで2期に渡り務めた。
その後、阿南信用金庫理事長を務めた。